# Escuela de Suboficiales de Mecánica de la Armada

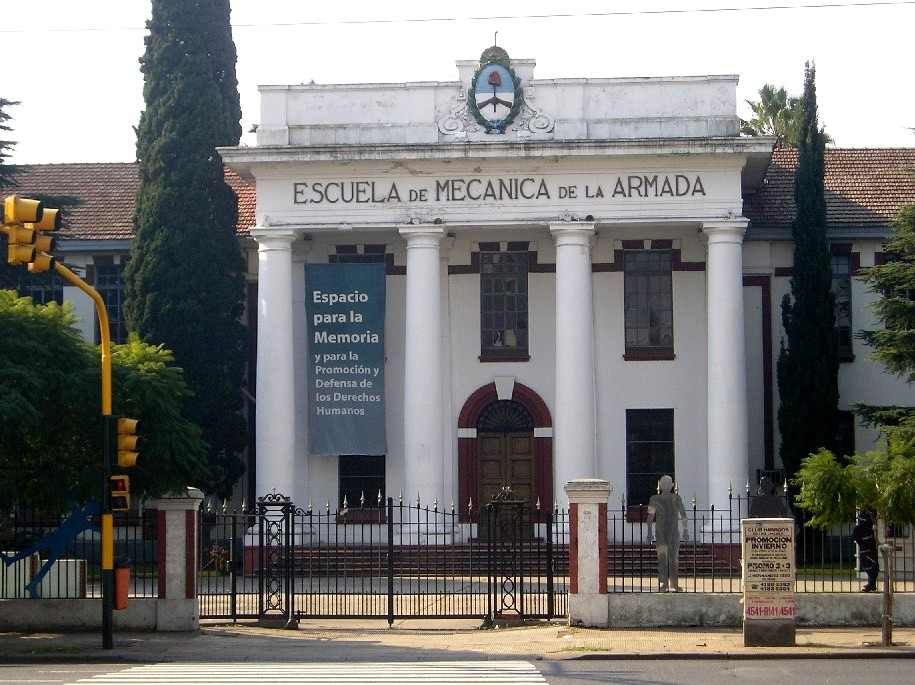
Escuela de Mecánica de la Armada, huvudentré. Byggnadskomplexet är idag ett museum till minne av offren.

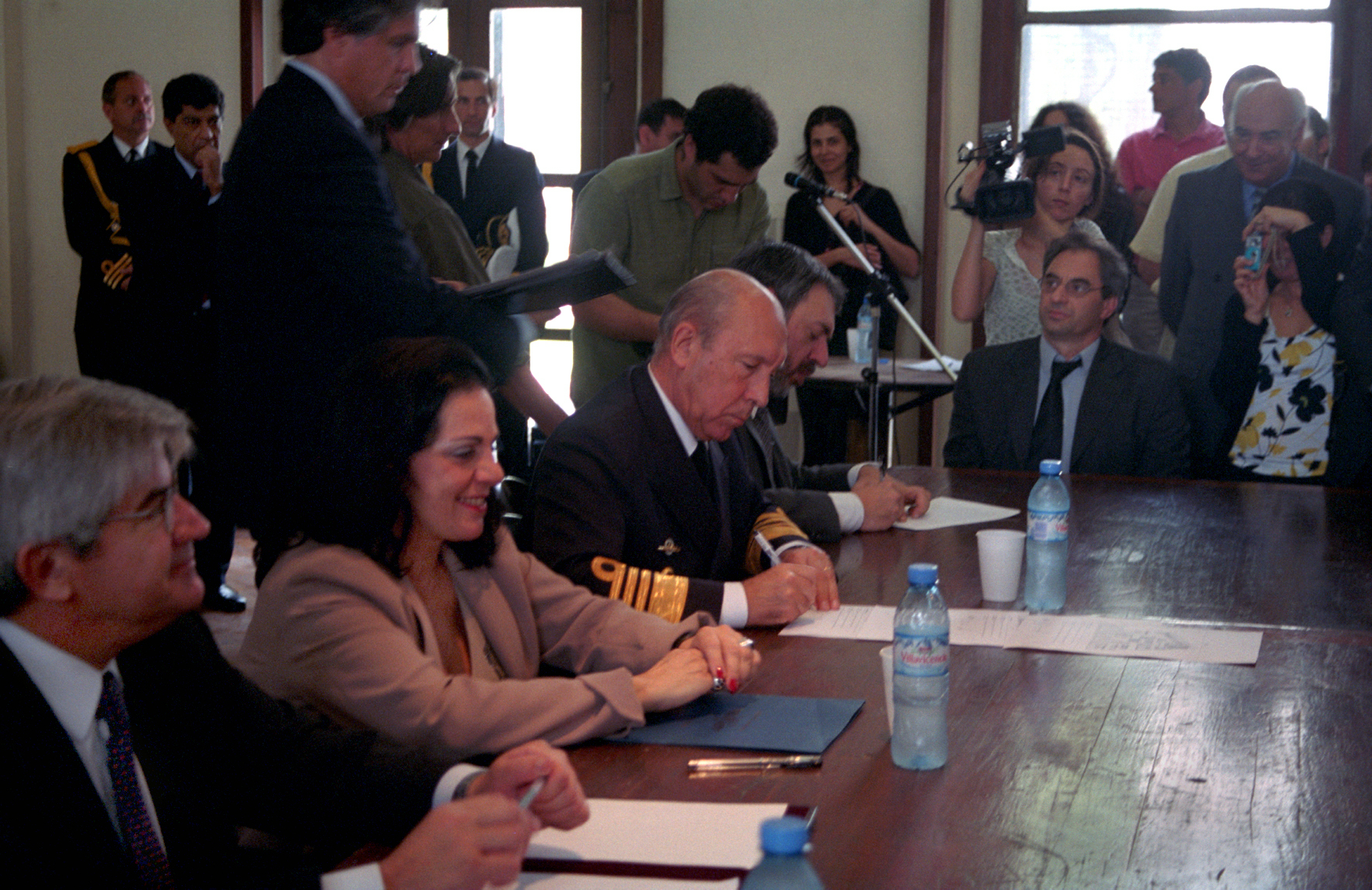
Amiral Jorge Godoy undertecknar tillsammans med Argentinas dåvarande försvarsminister, Nilda Garré, handlingen som överför egendomen ESMA för skapandet av ett centrum och minnesplats för tortyrens offer.

Escuela de Mecánica de la Armada, ofta förkortad ESMA av Escuela Superior de Mecánica de la Armada (Marinens tekniska högskola), var ursprungligen en utbildningsinrättning för marinofficerare i Buenos Aires som efter militärkuppen 1976 fungerade som ett hemligt koncentrationsläger. ESMA kom att bli det största hemliga koncentrationslägret under det smutsiga kriget i Argentina åren 1976–1983. 
År 2023 upptogs ESMA på Unescos världsarvslista.

## Före 1976
År 1924 gav Buenos Aires kommun mark till Ministeriet för flottan i syfte att grunda en utbildningsakademi. 1928 hade Marinens tekniska skola förlagts vid genomfartsleden Avenida del Libertador i huvudstaden.

## Funktion under militärjuntan
Det beräknas att drygt 5000 fångar kom att tillbringa en tid vid ESMA av vilka 97 % beräknas ha mördats, flera i de så kallade dödsflygningarna där fångar flögs och kastades nedsövda över Río de la Plata.
Vid ESMA arbetade även marinofficeren Alfredo Astiz som anses vara ansvarig för det påtvingade försvinnandet och mordet på den 17-åriga svenskan Dagmar Hagelin.
Övergreppen vid ESMA och i Argentina under diktaturåren kom att utgöra en bidragande orsak till att Förenta Nationerna antog Konventionen till skydd för alla människor mot påtvingade försvinnanden.

## Efter militärjuntans fall
År 2004 röstades en lag igenom av Argentinas nationalkongress som omvandlade gamla ESMA till ett museum för att hedra militärjuntans offer. Argentinska flottans utbildning av underofficerare, förkortad ESSA (spanska: Escuela de Suboficiales de la Armada), flyttades året därpå från lokalerna till Puerto Belgrano flottbas tre mil utanför kuststaden Bahía Blanca. 2010 lät Mercosur även inrätta ett institut för mänskliga rättigheter i gamla ESMA:s lokaler. I september 2023 upptogs ESMA på Unescos världsarvslista. 

## Bilder

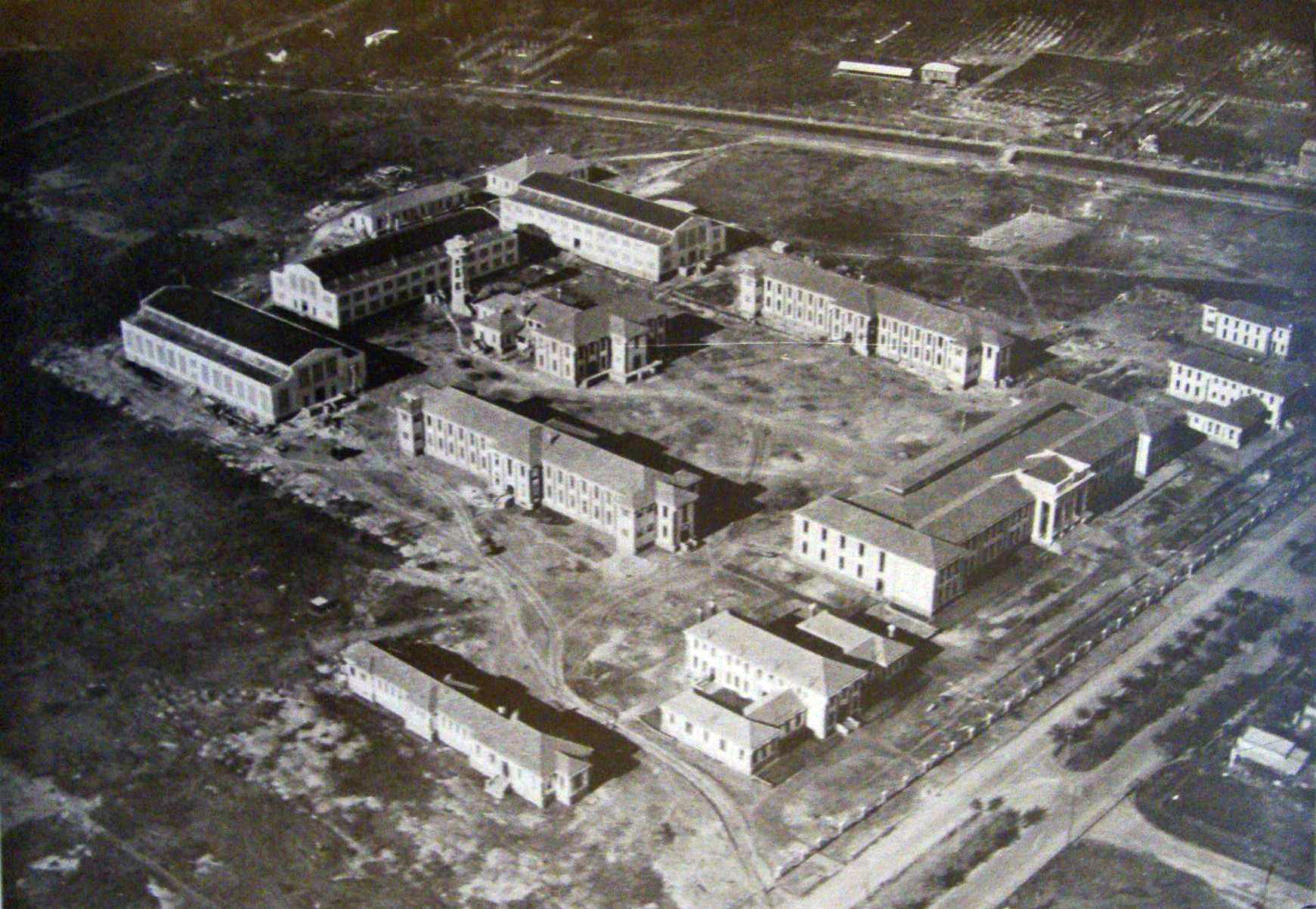
ESMA under uppbyggnaden 1928.
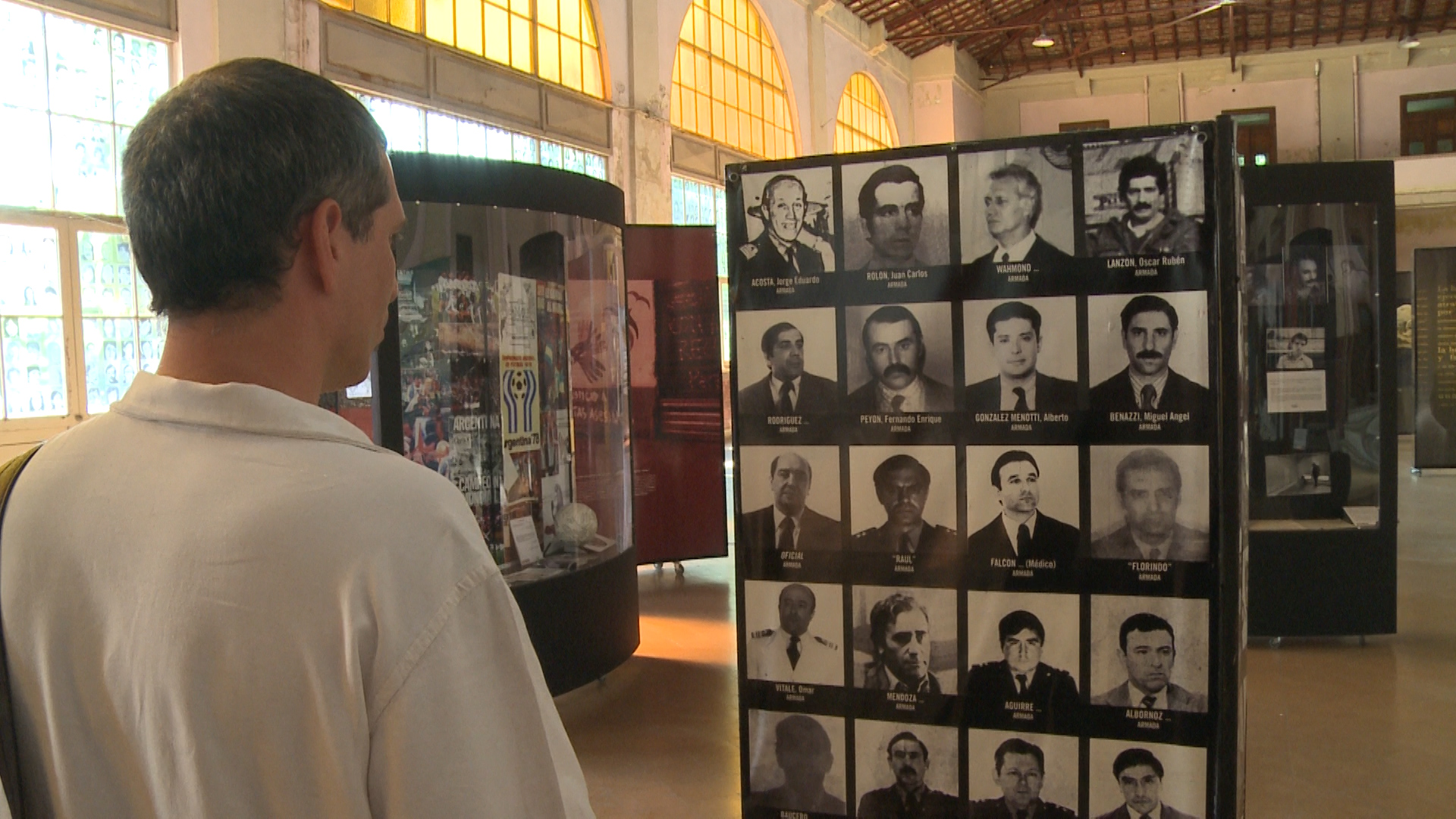
En permanent utställning i  museet.
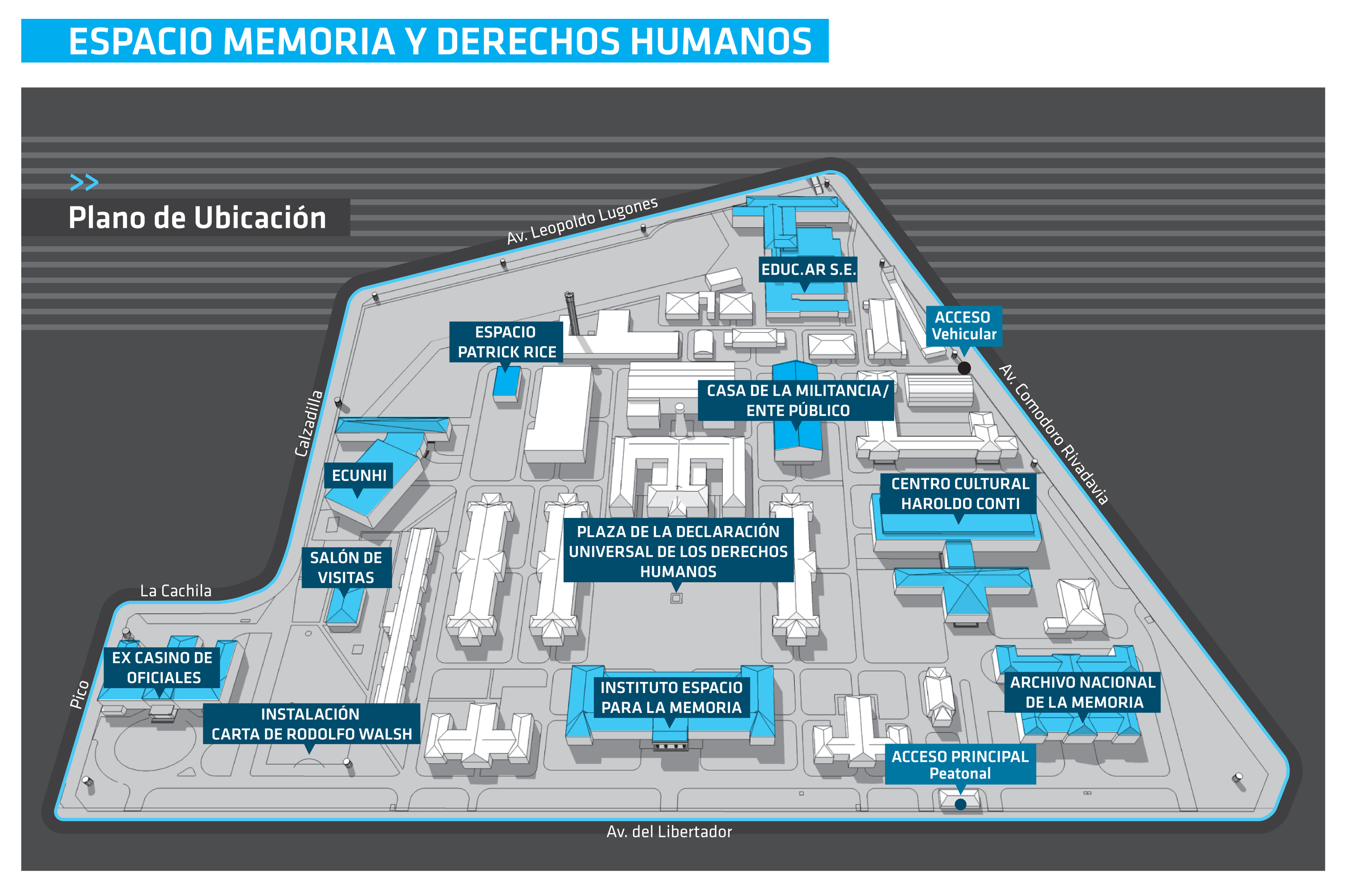
Vy över ESMA.